# Bund (Shanghai)

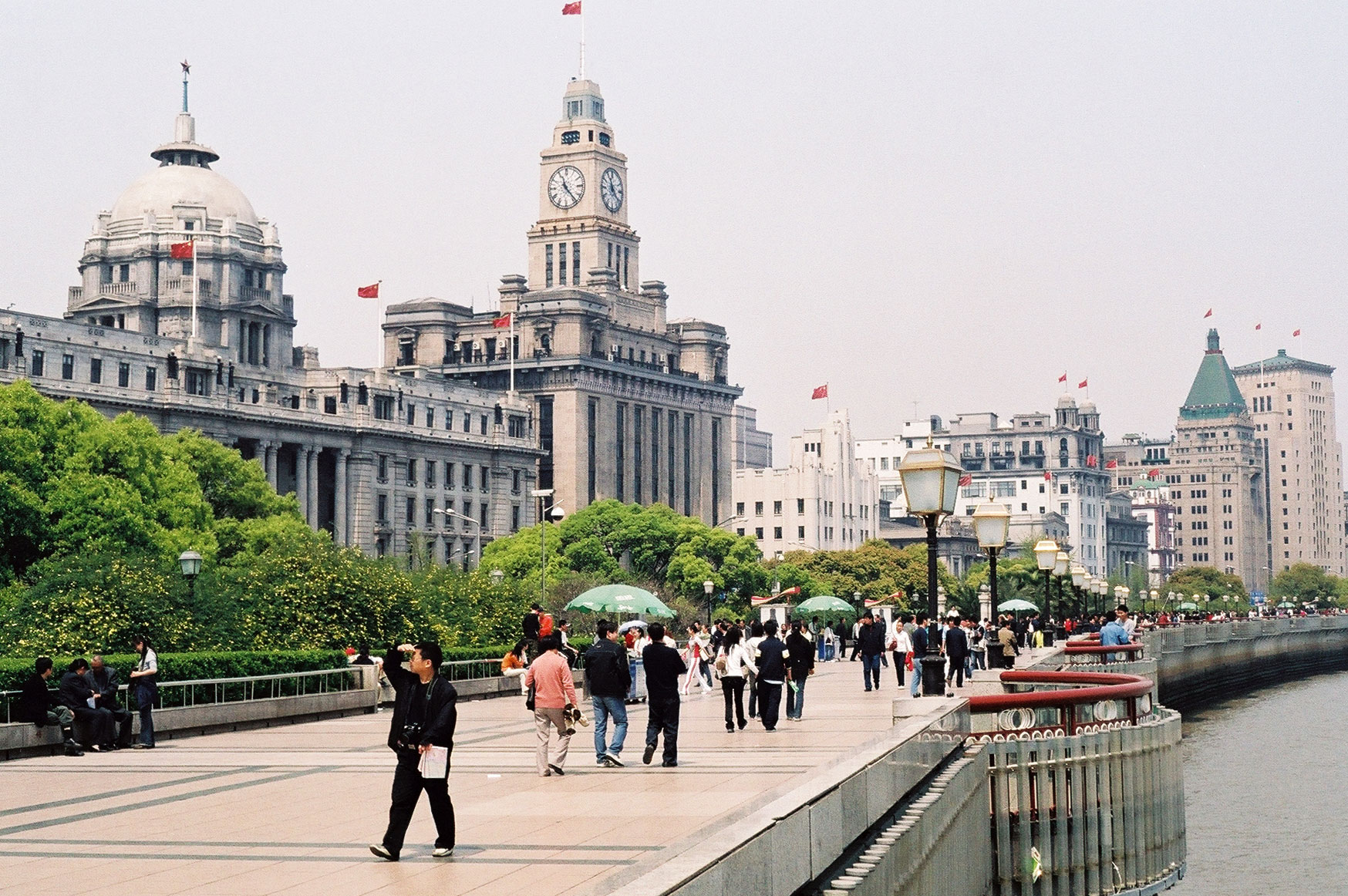

The Bund (traditionell kinesiska: 外灘; förenklad kinesiska: 外滩; hanyu pinyin: Wàitan; eng: the Bund) är en berömd gata i Huangpu-distriktet i Shanghai, den största staden i Folkrepubliken Kina. Bund sträcker sig i nord-sydlig riktning längs Huangpufloden, en biflod till den mäktiga Yangtzefloden, Kinas största flod. Ordet Bund härstammar från urdu och betyder jordvall, fördämning eller kaj.
Bund administrerades från och med mitten på 1880-talet till och med andra världskriget av Shanghai International Settlement och Franska koncessionen i Shanghai. Under andra världskriget ockuperades den brittiska besittningen av Japan och efter krigsslutet återfick den kinesiska regeringen suveränitet över hela Shanghai.
Längs Bund finns ett flertal mycket kända byggnader i nyklassisk stil, bland andra Peace Hotel (和平饭店), HSBC-bankens huvudkontor, koloniala Kinesiska sjötullverket och den viktigaste engelskspråkiga tidningen i Kina, North China Daily News. Det danska Store Nordiske Telegrafselskab, som byggde ut det första telegrafnätet i Kina, hade också sitt huvudkontor på the Bund. De flesta av dessa byggnader är idag skyddade som byggnadsminnen av Shanghais stadsfullmäktige. 
Vid Bundgatans ändpunkt i norr låg under kolonialtiden en park, vilken blivit mycket känd, inte minst i den engelskspråkiga världen, för de ordningsregler som anslagits för parken, enligt vilka bland annat den kinesiska lokalbefolkningen inte ägde tillträde till parken.

## Tunnelbana
| Linje | Station           |
| ----- | ----------------- |
| 2     | East Nanjing Road |